# Jean-Bernard Feitussi
 (juin 2025).
Si vous disposez d'ouvrages ou d'articles de référence ou si vous connaissez des sites web de qualité traitant du thème abordé ici, merci de compléter l'article en donnant les références utiles à sa vérifiabilité et en les liant à la section « Notes et références ».
Jean-Bernard Feitussi est un acteur, metteur en scène et coach d'acteurs français né à Paris. Il est le directeur du théâtre des Enfants terribles.

## Théâtre

### En tant qu'acteur
- TDM3, mise en scène d'Aurélien Recoing, Théâtre Alforville-Gare au théâtre
- Faust, mise en scène Aurélien Recoing, Théâtre de la Commune - Aubervilliers
- Crime et Châtiment, mise en scène de Paul-Émile Deiber, Théâtre boulogne Billancourt - Théâtre des Célestins Lyon
- Tête d'or, mise en scène Aurélien Recoing, Théâtre de l'Odéon
- Dom Juan, mise en scène de Pierre Barrat , Théâtre National de Strasbourg
- Roméo et Juliette, mise en scène de René Jeauneau festival de Valréas
- Ubu enchaîné, mise en scène de Georges Vitaly théâtre du Lucernaire
- Les Infertiles, mise en scène de Gaston Young Théâtre national de Strasbourg
- La Double inconstance, mise en scène de Jean-Pierre Miquel CNSAD et tournée dans les Théâtres universitaires des USA.
- La Cerisaie, mise en scène d'Yutaka Wada , Théâtre du Conservatoire National
- Marie Tudor, mise en scène de Jean-Luc Boutté , Comédie-Française
- L'Argent de Dieu, mise en scène de Christian Pernot, Théâtre du Point-Virgule
- Achille, mise en scène d'Arlette Tephany, Théâtre de Chelles

### En tant que metteur en scène
- 1995 : La Ronde Théâtre de l'Ermitage
- 1996 : Courtes de Grumberg Studio de l'Ermitage
- 1997 : Carton rouge Palais des Congrès de Paris - Théâtre Sylvia Monfort (1998)
- 2001-2004 : Job de Jean-Claude Grumberg (création) Théâtre de l'Est parisien, l'Espace La Commedia- Théâtre de Blois, Théâtre du Havre…

## Filmographie

### Cinéma
- 1990 : Lacenaire de Francis Girod
- 1993 : La Femme à abattre de Guy Pinon

### Télévision
- Duelles de Laurence Katrian
- Les Cordier, juge et flic de Bertrand Van Effenterre
- Commissaire Moulin de Patrick Grandperret
- Julie Lescaut, épisode saison 12 et 14 , Une affaire jugée de Daniel Janneau
- Commissaire Moulin de José Pinheiro saison 11 et 12
- Joséphine, ange gardien de Pascal Heylbroeck
- 2008 : Raboliot (téléfilm) de Jean-Daniel Verhaeghe
- 2007 : Diane, femme flic de Jean-Marc Seban
- Sœur Thérèse.com de Bertrand Van Effenterre
- 2005 : La Légende vraie de la tour Eiffel (téléfilm) de Simon Brook
- 1998 : Duval de Daniel Losset et Bertrand Van Effenterre